# Scituate (condado de Plymouth, Massachusetts)
Scituate é um lugar designado pelo censo localizado no condado de Plymouth no estado estadounidense de Massachusetts. No Censo de 2010 tinha uma população de 5.245 habitantes e uma densidade populacional de 412,28 pessoas por km².

## Geografia
Scituate encontra-se localizado nas coordenadas 42° 10′ 49″ N, 70° 44′ 04″ O. Segundo a Departamento do Censo dos Estados Unidos, Scituate tem uma superfície total de 12.72 km², da qual 11.12 km² correspondem a terra firme e (12.56%) 1.6 km² é água.

## Demografia
Segundo o censo de 2010, tinha 5.245 pessoas residindo em Scituate. A densidade populacional era de 412,28 hab./km². Dos 5.245 habitantes, Scituate estava composto pelo 96.09% brancos, o 0.78% eram afroamericanos, o 0.06% eram amerindios, o 0.76% eram asiáticos, o 0.02% eram insulares do Pacífico, o 1.39% eram de outras raças e o 0.9% pertenciam a duas ou mais raças. Do total da população o 0.93% eram hispanos ou latinos de qualquer raça.